# Galleria civica d'arte medievale, moderna e contemporanea Vittorio Emanuele II
La Galleria civica d'arte medievale, moderna e contemporanea Vittorio Emanuele II è una galleria d'arte che ha sede a Villa Croze, lungo il viale della Vittoria del comune di Vittorio Veneto della provincia di Treviso, in Veneto.

## Storia
La galleria civica, inaugurata l'8 dicembre 2002, si trova nel centro cittadino. È ospitata a Villa Croze, un elegante villino costruito intorno al 1906 da Ottavio Croze su disegno dell'architetto Carlo Costantini, scelto dall'amministrazione comunale e con l'interessamento di Giovanni Paludetti (1912-2002) per ospitare le collezioni donate da quest'ultimo.

## Collezioni
La galleria civica accoglie principalmente la Collezione "Maria Fioretti Paludetti", raccolta e poi donata alla sua città natale da Giovanni Paludetti, insegnante e autore di vari saggi di storia e di arte. Al suo interno sono raccolti disegni, stampe, dipinti, sculture e arredi che rispecchiano il gusto personale del professore e della sua epoca.
Il nucleo originario è formato da opere di autori veneti del primo Novecento. Ad esso si sono aggiunte nel tempo opere dei secoli precedenti, a coprire un arco temporale che va dal XIV al XX secolo.
Tra i numerosi artisti presenti si possono citare Pietro Pajetta, Luigi Serena, Alessandro Pomi, Pino Casarini, Pio Semeghini, Carlo Dalla Zorza, Marco Novati, Neno Mori, Eugenio Da Venezia, Fioravante Seibezzi, Juti Ravenna, Cagnaccio di San Pietro, Virgilio Guidi, Filippo De Pisis, Bruno Saetti, Giuseppe Cesetti, Felice Carena, Armando Pizzinato, Guido Farina; o ancora i trevigiani Nino Springolo e Nando Coletti e gli artisti locali Armando Tonello, Aldo Rosolen, Delfino "Peo" Varnier, Gina Roma e Luigi Cillo. Tra gli artisti rappresentati, quello di cui si conta il maggior numero di opere è Guido Cadorin.
Le opere dei secoli più lontani sono attribuite a Domenico Puligo, Pier Francesco Foschi, Michele di Ridolfo del Ghirlandaio, Leandro Bassano, Girolamo Forabosco, Mattia Preti, Carlo Ceresa, Giacomo Carneo, Philippe de Champaigne, Gerolamo Induno, al Cigoli o ancora al Maestro di Barga.

## Percorso espositivo
Il percorso di visita si snoda tra varie sale, tra cui la Sala Croze, la Sala di Cecilia e la Sala Risorgimento.